# Хаджибегич, Фарук
Фару́к Хаджибе́гич (сербохорв. Faruk Hadžibegić / Фарук Хаџибегић; 7 октября 1957, Сараево, ФНРЮ) — югославский и боснийский футболист, боснийский футбольный тренер. Выступал на позиции защитника.

## Клубная карьера
Фарук Хаджибегич начал карьеру в футбольном клубе «Сараево» и хранил ему верность на протяжении 9 лет. В составе «Сараева» он стал чемпионом Югославии.
Добившись успеха на родине, Хаджибегич уехал в Испанию, где играл за «Бетис», а позже выступал за французские «Сошо» (7 сезонов) и «Тулузу».

## Карьера в сборной
Хаджибегич дебютировал в сборной Югославии 13 октября 1982 года во встрече отборочного турнира чемпионата Европы 1984 года со сборной Норвегии. Участвовал в финальных турнирах ЧЕ-1984 и ЧМ-1990. На чемпионате мира 1990 года в матче 1/4 финала с командой Аргентины не сумел переиграть Серхио Гойкочеа в серии пенальти, и в результате «плави» выбыли из турнира.

## Тренерская карьера
Фарук Хаджибегич имеет за плечами богатую тренерскую карьеру. Наибольших успехов он добился с «Бетисом», который вышел под его руководством в Примеру в 2001 году. Также он тренировал сборную Боснии и Герцеговины, различные французские и турецкие клубы.
В сезоне 2009/10 Хаджибегич тренировал «Бастию», однако клуб под его руководством выступил неудачно, заняв по итогам сезона последнее 20 место в Лиге 2 и выбыв в Лигу 3. В мае Хаджибегич покинул команду.
В октябре 2010 года Фарук Хаджибегич возглавил дебютанта Лиги 1 «Арль-Авиньон».

## Достижения
Как игрока
 Сараево
- Чемпион Югославии: 1984/85